# Марков, Алексей Алексеевич
Алексей Алексеевич Марков  (псевдонимы: А. М.; М.; М—в; М—ов) (1847—1893) — русский судебный деятель-юрист; поэт и художник. Член Санкт-Петербургского юридического общества.

## Биография
Родился в Санкт-Петербурге 5 (17) августа 1847 года. Его отец, Алексей Иванович Марков (20.05.1794—29.03.1869), был известен как автор стихотворений, изредка появлявшихся в печати (Женидьба Альнаскарова : Комедия в одном действии : В стихах / Соч. А. Маркова.; Служащая продолжением комедии: Воздушные замки, соч. Н. И. Хмельницкаго; Представлена в первый раз в С. Петербурге на Малом театре 28 июня 1822 года, в пользу актёра Г. Жебелева. — СПб.: В типографии Плавильщикова, 1824. — 56 с.; затем: А. И. Марков. Стихотворения. — СПб., 1894).
В 1866 году окончил Императорское училище правоведения. В течение четырёх лет был вольноприходящим Академии художеств, где получил несколько медалей за работы по натурному классу.
Согласно биографии 1895 года, в 1870 году написал первые стихотворения (Стихотворения и рисунки, 1895, стр VI). Первый этап творчества поэта определён издателями посмертного сборника 1870—1880 годами
В 1871—1875 годах состоял товарищем прокурора Санкт-Петербургского окружного суда А. Ф. Кони. С 1876 года — прокурор Калишского, а затем Варшавского окружного суда в Царстве Польском. В 1881—1885 годах товарищ прокурора Санкт-Петербургской судебной палаты. В 1885 году был назначен товарищем обер-прокурора Уголовного кассационного департамента Сената. С 1890 года был председателем департамента Варшавской судебной палаты.
А. А. Марков опубликовал ряд статей, посвященных проблемам организации и деятельности суда без участия присяжных заседателей и об обжаловании приговоров оправданными подсудимыми, однако отдельных монографических изданий не имел.
В 1881—1884 начался подъём поэтического творчества (Стихотворения и рисунки, 1895, стр VI). Впервые стихотворения А. А. Маркова были напечатаны в 1882 году (Вестник Европы. — № I и VI); затем в 1883 (Отечественные записки. — № VI).
Также А. А. Марков писал картины и этюды. В 1889 году был участником выставки Академии художеств.
Умер 14 (26) июля 1893 в Самарской губернии.

## Память
В январе 1894 года в залах Общества поощрения художеств была устроена посмертная выставка его художественных произведений, на которой было представлено 450 этюдов и рисунков А. А. Маркова. Посмертно был издан его сборник: Стихотворения и рисунки (Санкт-Петербург: тип. А. С. Суворина, 1895).